# CSロックス・インフォ
CSロックス・インフォは、タイ業界最大のインターネット接続会社。2003年（タイ仏歴2546年）、タクシン首相率いるシン・コーポレーション・グループの子会社サテルのCSインターネット社とカシコーン銀行（旧称、タイ農民銀行、泰華農民銀行）系列のインターネット接続業者ロックス・インフォ社が合併してできた。